# オープンスカイ協定
オープンスカイ協定（オープンスカイきょうてい）とは、1995年頃にアメリカ合衆国で提唱された協定で航空会社が2カ国間あるいは、地域内の各国において空港の発着枠、航空路線、便数などを決められる航空協定の事である。

## 概要
国際線航空路線を運航するためには従来、相手国と自国の二国間及び上空通過国との航空協定が必要となり、さらに増便などを実施する場合、再度、協定の変更のため合意が必要となり、その交渉に時間などが掛かかる上、近年は市場変化も早く、両国が合意して協定変更が出来たときには商機を逃すこともあった。オープンスカイ協定が締結されると路線は自国内地点、中間地点、相手国内地点及び以遠地点のいずれについても制限なく選択が可能であり、自由にルートを設定することができる。
便数、参入企業（コードシェア）も基本的に制限は行わない（ただし、航空企業は通常の手続きにより希望する空港の発着枠を確保することが必要）など、行政による供給量の規制が殆ど無くなり航空会社の裁量による運航が可能となり利用者への利益が還元される。航空自由化協定とも呼ばれる。

## 日本における協定
日本では2013年11月現在、26カ国と締結している。
※詳細は国土交通省プレスリリースを参照
| 締結合意日     | 相手国             | 締結合意内容 | 備考 |
| -------------- | ------------------ | --- | ---- |
| 2010年10月25日 | 米国               | 日米の航空関係は完全に自由化 | --   |
| 2010年12月22日 | 韓国               | 2013年夏期に予定される成田空港の発着枠２７万回化のタイミングでの首都圏空港を含むオープンスカイを実現 2013年夏期以前においても、成田空港の段階的増便等の機会を捉え、ＬＣＣを含めた増便の一部前倒しを可能 | --   |
| 2011年01月20日 | シンガポール       | 2013年夏期に予定される成田空港の発着枠２７万回化のタイミングでの二国間輸送の自由化 2013年夏期以前においても、成田空港の段階的増便等の機会を捉え、増便の一部前倒しを可能とし、ＬＣＣの新規参入を含め、航空輸送の拡大を実現 首都圏空港（関西空港及び中部空港も含む以下同様）以外の空港について、「以遠権」の自由化                                                                                       | --   |
| 2011年02月25日 | マレーシア         | 2013年夏期に予定される成田空港の発着枠２７万回化のタイミングでの成田空港関連路線の二国間輸送の自由化 2013年夏期以前においても、成田空港の段階的増便等の機会を捉え、増便の一部前倒しを可能とし、航空輸送の拡大を実現 首都圏空港以外の空港について、「以遠権」の自由化 | --   |
| 2011年05月20日 | 香港               | 2013年夏期に予定される成田空港の発着枠２７万回化のタイミングでの成田空港関連路線の二国間輸送の自由化 2013年夏期以前においても、成田空港の段階的増便等の機会を捉え、増便の一部前倒しを可能とし、航空輸送の拡大を実現 | --   |
| 2011年06月10日 | ベトナム           | 2013年夏期に予定される成田空港の発着枠２７万回化のタイミングでの成田空港関連路線の二国間輸送の自由化 深夜早朝時間帯における羽田空港とベトナムを結ぶ路線の就航を可能とする枠組みの構築（深夜早朝時間帯に羽田空港に発着する権利のうち、使用されないものを有効活用） 首都圏空港以外の空港について、「以遠権」の自由化                                                                                     | --   |
| 2011年07月15日 | マカオ             | 2013年夏期に予定される成田空港の発着枠２７万回化のタイミングでの成田空港関連路線の二国間輸送の自由化 首都圏空港以外の空港について、「以遠権」の自由化 | --   |
| 2011年08月12日 | インドネシア       | 2013年夏期に予定される成田空港の発着枠２７万回化のタイミングでの成田空港関連路線の二国間輸送の自由化 深夜早朝時間帯における羽田空港とインドネシアを結ぶ路線の就航を可能とする枠組みの構築（深夜早朝時間帯に羽田空港に発着する権利のうち、使用されないものを有効活用） 首都圏空港以外の空港について、「以遠権」の自由化                                                                                 | --   |
| 2011年09月16日 | カナダ             | 2013年夏期に予定される成田空港の発着枠２７万回化のタイミングでの成田空港関連路線の二国間輸送の自由化 首都圏空港以外の空港について、「以遠権」の自由化 | --   |
| 2011年09月30日 | オーストラリア     | 2013年夏期に予定される成田空港の発着枠２７万回化のタイミングでの成田空港関連路線の二国間輸送の自由化 深夜早朝時間帯における羽田空港とオーストラリアを結ぶ路線の就航を可能とする枠組みの構築（深夜早朝時間帯に羽田空港に発着する権利のうち、使用されないものを有効活用） 首都圏空港以外の空港について、「以遠権」の自由化                                                                               | --   |
| 2011年10月31日 | ブルネイ           | 2013年夏期に予定される成田空港の発着枠２７万回化のタイミングでの成田空港関連路線の二国間輸送の自由化 首都圏空港以外の空港について、「以遠権」の自由化 | --   |
| 2011年11月10日 | 中華民国（台湾）   | 2013年夏期に予定される成田空港の発着枠２７万回化のタイミングでの成田空港関連路線の日・台間輸送の自由化 関西、中部及び地方空港関連路線は即時自由化 就航企業数規制の撤廃及びチャーター便規制の撤廃 首都圏空港以外の空港について、「以遠権」の自由化 | --   |
| 2012年01月24日 | 英国               | 2013年夏期に予定される成田空港の発着枠２７万回化のタイミングでの成田空港関連路線の二国間輸送の自由化 首都圏空港以外の空港について、「以遠権」の自由化 羽田空港の深夜早朝時間帯について、国際線の発着枠３万回の範囲内で、成田空港の発着枠２７万回化のタイミングにおいて、発着枠を限定せず、昼間時間帯について、国際線の発着枠が３万回から６万回に増加する段階において、日英双方２便／日ずつの運航を可能 | --   |
| 2012年02月17日 | ニュージーランド   | 2013年夏期に予定される成田空港の発着枠２７万回化のタイミングでの成田空港関連路線の二国間輸送の自由化 首都圏空港以外の空港について、「以遠権」の自由化 2013年夏期に予定される成田空港の発着枠２７万回化のタイミングでの深夜早朝時間帯における羽田空港とニュージーランドを結ぶ路線の就航を可能とする枠組みの構築（深夜早朝時間帯に羽田空港に発着する権利のうち、使用されないものを有効活用）             | --   |
| 2012年03月26日 | スリランカ         | 2013年夏期に予定される成田空港の発着枠２７万回化のタイミングでの成田空港関連路線の二国間輸送の自由化 首都圏空港以外の空港について、「以遠権」の自由化 | --   |
| 2012年06月11日 | フィンランド       | 2013年夏期に予定される成田空港の発着枠２７万回化のタイミングでの成田空港関連路線の二国間輸送の自由化 首都圏空港以外の空港について、「以遠権」の自由化 | --   |
| 2012年07月09日 | フランス           | 2013年夏期に予定される成田空港の発着枠２７万回化のタイミングでの成田空港関連路線の日本・フランス間(フランス本土路線、ニューカレドニア線及びタヒチ線)輸送の自由化 関西空港中部空港及び地方空港関連路線は即時自由化 首都圏空港以外の空港について、「以遠権」の自由化 羽田空港について、昼間時間帯の国際線発着枠が３万回から６万回に増加する段階において、日本・フランス双方２便/日ずつの運航を可能       | --   |
| 2012年08月08日 | 中国               | 北京及び上海、成田及び羽田を除く、日中間輸送のオープンスカイ（航空自由化）の実現（合意時に直ちに実施） 上記４空港に係る航空自由化については引き続き検討（段階的なオープンスカイの実現） | --   |
| 2012年08月24日 | オランダ           | 2013年夏期に予定される成田空港の発着枠２７万回化のタイミングで成田空港関連路線の二国間輸送の自由化 首都圏空港以外の空港について二国間輸送の自由化 | --   |
| 2012年10月12日 | スカンジナビア三国 | 2013年夏期に予定される成田空港の発着枠２７万回化のタイミングでの成田空港関連路線の日本・スカンジナビア三国間輸送の自由化 首都圏空港以外の空港について二国間輸送の自由化 | --   |
| 2012年11月22日 | タイ               | 2013年夏期に予定される成田空港の発着枠２７万回化のタイミングでの成田空港関連路線の二国間輸送の自由化 首都圏空港以外の空港について、「以遠権」の自由化 羽田空港について、昼間時間帯の国際線発着枠が３万回に増加する段階において、乗り入れに関する枠組みを新設 | --   |
| 2013年07月25日 | スイス             | 成田空港は二国間輸送のみ相互に自由化 首都圏空港以外の空港について、「以遠権」の自由化 | --   |
| 2013年09月13日 | フィリピン         | 成田空港は二国間輸送のみ相互に自由化 首都圏空港以外の空港について、「以遠権」の自由化 | --   |
| 2013年10月25日 | ミャンマー         | 成田空港は二国間輸送のみ相互に自由化 首都圏空港以外の空港について、「以遠権」の自由化 | --   |

- 2010年10月25日、アメリカと協定覚書を締結した[3]。
- 2011年11月10日、日本と中華民国（台湾）との間で協定が締結された。[4]。
- 2012年01月24日、イギリスと2013年夏からの成田国際空港を含むオープンスカイについて合意、首都圏を除く空港については合意時点で即時発効するとされた[5]。
- 2012年02月17日、日本とニュージーランド当局との間で協定が締結された。[6]
- 2012年03月26日、日本とスリランカ当局との間で協定が締結された。[7]
- 2012年06月11日、日本とフィンランドとの航空当局間協議がヘルシンキにおいて開催され、首都圏空港を含めた日本・フィンランド間輸送のオープンスカイ協定について、両国の合意に至った。関西国際空港、中部国際空港等の首都圏空港以外の空港で、現在の二国間輸送の自由化に加え、以遠権についても自由化される事となった。[8]
- 2012年07月09日、日本とフランス当局との間で協定が締結された。フランス本土路線、ニューカレドニア線及びタヒチ線輸送の、首都圏空港を含めたオープンスカイ協定について、両国の合意に至った。東京国際空港（羽田空港）については、昼間時間帯の国際線発着枠が3万回から6万回に増加する段階において、日本・フランス双方2便/日ずつの運航を可能とした。[9]
- 2012年08月24日、日本とオランダとの航空当局間協議が、8月21日から23日にかけて、デン・ハーグにおいて開催され、日本・オランダ間の二国間輸送のオープンスカイ協定について、両国間で合意に至った。関西国際空港、中部国際空港等の首都圏空港以外の路線でも合意に至り、東京国際空港（羽田空港）発着便のコードシェア便に関する規制も緩和された。[10][11]
- 2012年10月12日、日本とスカンジナビア三国 (デンマーク、スウェーデン、ノルウェー) との航空当局間協議が、10月10日から11日にかけて東京において開催され、日本・スカンジナビア三国間の二国間輸送のオープンスカイの実現、コードシェア枠組みの自由化で合意に至った[12]。